# Concerto 4-3
Le Concerto 4-3 est un triple concerto pour deux violons, une contrebasse et orchestre de la compositrice américaine Jennifer Higdon, écrit en 2007.

## Contexte et création
Le Concerto 4-3 est une commande conjointe de l'Orchestre de Philadelphie, du Pittsburgh Symphony et du Wheeling Symphony. L'œuvre a été créée par l'Orchestre de Philadelphie et l'ensemble Time for three en 2008, sous la direction de Christoph Eschenbach.

## Structure
L'œuvre se compose de trois mouvements :
1. The Shallows
2. Little River
3. Roaring Smokies

## Analyse
L'œuvre s'inspire des rivières qui traversent les monts Great Smoky. La compositrice, dans son écriture, utilise de multiples techniques, qu'elle évoque comme lui faisant penser à des couinements de souris, ou de la guitare électrique.